# Rigidoporus ochraceicinctus
Rigidoporus ochraceicinctus är en svampart som beskrevs av Corner 1992. Rigidoporus ochraceicinctus ingår i släktet Rigidoporus och familjen Meripilaceae.   Inga underarter finns listade i Catalogue of Life.